# 滇南星
滇南星（学名：Arisaema austro-yunnanense）为天南星科天南星属的植物，其种加词“austro-yunnanense”意为“云南南部的”。中国特有植物。分布于中国大陆的云南省等地，生长于海拔780米至790米的地区，见于山谷密林下溪边草丛中，目前尚未由人工引种栽培。